# 36 Аталанта
36 Аталанта — астероїд головного поясу, відкритий німецько-французьким астрономом Г. Гольдшмідтом 5 жовтня 1855 року і названий французьким математиком Урбеном Левер'є на честь грецької міфологічної героїні Аталанти. Цей астероїд класифікується як астероїд С-типу.
Спостереження кривої блиску астероїда вказує на те, що він обертається з періодом 9,93 ± 0,01 години. Протягом цього інтервалу блиск змінюється з амплітудою 0,12 ± 0,02. Об'єднавши результати декількох кривих блиску, можна оцінити приблизну еліпсоїдну форму об'єкта. Він виглядає дещо витягнутим, приблизно на 28,2% довшим вздовж однієї осі порівняно з двома іншими. 
Тіссеранів параметр щодо Юпітера — 3,207. 